# Tatula
Tatula (pol. hist. Totoła) – rzeka na Litwie, w okręgu poniewieskim, w rejonach kupiszeckim, birżańskim i poswolskim. Prawy dopływ Muszy. Długość rzeki wynosi 65 kilometrów, a powierzchnia dorzecza 453 km².
Źródło rzeki znajduje się w lesie Salamiestis, 9 km na północny wschód od Wobolnik. Rzeka wpływa do Muszy 45 kilometrów od jej ujścia do Niemna.
Od źródła do miejscowości Berčiūnai koryto rzeki jest uregulowane, szerokość rzeki wynosi od 6 do 8 metrów, głębokość od 1,8 do 3 m. Średnie nachylenie wynosi 0,73 m/km, średni przepływ u ujścia wynosi 3,16 m³/s
Dolne biegi rzeki od Daudžgiriai należą do Birżańskiego Parku Regionalnego.

## Dopływy
Lewostronne:
- Juodlepšė
- Upytė
- Virsnis

Prawostronne:
- Juodupė
- Smardonė